# جرج کووال
جرج آبراموویچ کووال (۲۵ دسامبر ۱۹۱۳ – ۳۱ ژانویه ۲۰۰۶) افسر اطلاعاتی اتحاد جماهیر شوروی بود. با توجه به منابع روسی، نفوذ کووال در پروژه منهتن که تحت عنوان گلانوی رازودی واتل نوی آپراولنی شناخته می‌شود، عامل مهمی در کاهش زمان دسترسی روسیه به سلاح‌های اتمی بود.

## زندگی‌نامه
کووال در خانواده‌ای یهودی مهاجر در آیوا، ایالات متحده آمریکا به دنیا آمد. پدر او آبرام کووال که یک نجار بود در سال ۱۹۱۰ ایالات متحده مهاجرت کرده بود.